# Michal Švec
Michal Švec, češki nogometaš, * 19. marec 1987, Praga, Češkoslovaška .
Švec trenutno igra za Slavio Praga B, pred tem je bil član klubov Bohemians 1905, Győr, SC Heerenveen in Slavia Praga.